# Beau Is Afraid
Beau Is Afraid is een Amerikaanse surrealistische tragikomedie-horrorfilm uit 2023, geschreven, geregisseerd en geproduceerd door Ari Aster. Joaquin Phoenix speelt het titelpersonage, Beau Wassermann, een zachtaardige maar door paranoia geteisterde man die aan een surrealistische odyssee begint naar het huis van zijn moeder om haar begrafenis bij te wonen, terwijl hij zijn grootste angsten onder ogen moet zien. In de film spelen ook o.a. Patti LuPone, Nathan Lane, Amy Ryan, Kylie Rogers, Parker Posey, Stephen McKinley Henderson, Hayley Squires, Michael Gandolfini, Zoe Lister-Jones en Richard Kind.
Beau Is Afraid werd gecoproduceerd en gedistribueerd door A24 en ging op 1 april 2023 in première in de Alamo Drafthouse Cinema. De film kreeg over het algemeen lovende kritieken, met lof voor de regie van Aster en de acteerprestaties van Phoenix.

## Verhaallijn
Beau Wassermann is de zoon van de beroemde en rijke zakenvrouw, Mona Wassermann, die verantwoordelijk is voor het opbouwen van een groot farmaceutisch imperium, "MW Industries". Hij groeit op zonder vader, die volgens zijn moeder stierf tijdens een orgasme toen Beau werd verwekt, als gevolg van een erfelijk hartgeruis dat volgens haar werd doorgegeven aan Beau. Als tiener op een cruisereis met zijn moeder, ontmoet Beau en wordt verliefd op een meisje genaamd Elaine. De twee kussen elkaar en beloven maagd te blijven totdat ze elkaar weer als volwassenen ontmoeten.
Als volwassene is Beau buitengewoon angstig en woont alleen in de door misdaad geteisterde stad Corrina. Zijn therapeut schrijft een experimenteel medicijn voor zijn angst voor en waarschuwt hem om het alleen met water in te nemen. Hij bereidt zich voor op een vlucht naar Wasserton om zijn moeder te zien voor de sterfdag van zijn vader, maar slaapt door zijn alarm nadat een buurman hem wakker houdt met zijn luide muziek. Nadat hij haastig heeft ingepakt en zijn spullen klaarzet, gaat hij nog even terug naar binnen. Eenmaal teruggekeerd bij de voordeur ontdekt hij dat zijn sleutels uit zijn deur zijn gestolen, evenals zijn bagage uit de gang. Beau belt zijn moeder om de situatie uit te leggen, maar ze wijst hem af.
Beau neemt zijn medicijnen, maar raakt in paniek als hij ontdekt dat er geen water is. Op weg naar een buurtwinkel aan de overkant van de straat ontwijkt hij een groep gestoorde daklozen die inbreken in zijn appartement en hem buitensluiten. Na op een steiger buiten het gebouw te hebben geslapen, keert Beau de volgende ochtend terug naar zijn vernielde appartement. Hij probeert zijn moeder te bellen, maar wordt beantwoord door een UPS-chauffeur die hem vertelt dat haar hoofd is verpletterd als gevolg van een gevallen kroonluchter. In shocktoestand probeert hij een bad te nemen, maar ontdekt een indringer die zich in het plafond verstopt en een bruine vioolspin probeert te ontwijken. De indringer valt en na een schermutseling in het bad, rent Beau doodsbang naakt zijn appartement uit de straat op. Na een korte confrontatie met een politieagent wordt Beau aangereden door een foodtruck.
Beau wordt twee dagen later wakker in het huis van een getrouwd stel, Grace en Roger. Ze zorgen voor een onstabiele [veteraan] man genaamd Jeeves, die de legerkameraad van hun zoon was voordat hij sneuvelde. Het stel heeft een angstige tienerdochter genaamd Toni, die Beau meteen veracht. Later belt Beau Mona's advocaat, Dr. Cohen, die hem straft en Beau informeert dat ondanks de Joodse begrafenis (joodse gewoonte om het lichaam zo snel mogelijk te laten rusten), haar laatste wens was om niet begraven te worden voordat hij aanwezig was. Roger belooft Beau zo snel mogelijk naar het landgoed van zijn moeder te brengen, maar dringt erop aan dat Beau rust totdat hij genezen is. Op de dag waarop Beau zou vertrekken, wordt Roger gedwongen de reis uit te stellen vanwege een spoedoperatie. Tijdens Beau's verblijf in hun huis waarschuwt Grace Beau om zichzelf niet te "beschuldigen" en dat hij onder toezicht staat. Die dag neemt Toni hem mee naar de oude kamer van haar broer en probeert ze hem te dwingen de muren in verschillende kleuren te schilderen. Als hij weigert, scheldt ze Beau meedogenloos uit door hem te vertellen dat hij "niet geslaagd is voor zijn stomme test", voordat ze een blik verf drinkt en opzettelijk zelfmoord pleegt. Grace loopt binnen terwijl Beau over Toni's lichaam staat en geeft hem gewelddadig de schuld van haar dood. Terwijl Beau het bos in vlucht, stuurt Grace Jeeves achter hem aan.
Verdwaald in het bos, ontmoet Beau een groep reizende theateracteurs genaamd "The Orphans of the Forest" (de wezen van het bos). Hij wordt uitgenodigd voor hun repetitie en raakt in de ban van het stuk, waarbij hij zich inbeeldt dat hij de hoofdrolspeler is, die zijn hele leven op zoek is naar zijn familie nadat ze zijn gescheiden door een overstroming. Een man benadert Beau en deelt hem mee dat hij zijn vader kende en dat die nog in leven is. De groep wordt in een hinderlaag gelokt door Jeeves, waar hij verschillende acteurs afslacht; Beau vlucht dieper het bos in.
Beau lift de rest van zijn weg naar het landgoed, maar ontdekt dat hij net de begrafenis van zijn moeder heeft gemist. Hij doet een dutje op de bank en wordt wakker met het geluid van een vrouw die het huis binnenkomt, die te laat is voor de dienst. Hij realiseert zich dat het Elaine is en ze maken weer verbinding. Ze begeven zich naar Mona's slaapkamer en hebben seks. Beau is doodsbang dat hij zal sterven als hij klaarkomt, maar is opgelucht als hij het overleeft. Elaine is echter halverwege de climax overleden, haar lichaam is verstijfd. Mona verschijnt dan uit de schaduw en onthult dat ze niet alleen nog leefde, maar de hele tijd toekeek. Ze beschaamt Beau en onthult dat zijn therapeut voor haar werkt en dat hij jarenlang hun sessies met haar heeft gedeeld. Hij eist de waarheid over zijn vader te weten, en ze neemt hem mee naar de zolder, waar Beau ontdekt dat hij niet alleen een geheime tweelingbroer heeft, maar dat zijn vader eigenlijk een gigantisch [Fallussymbool|penisvormig] monster is. Op dat moment breekt Jeeves het huis binnen en wordt gedood door het penismonster. Na verdere vernedering door zijn moeder, waarin Mona verklaart hem te haten, wurgt een woedende Beau haar.
In shock verlaat Beau het landgoed en vindt een motorboot op een strand, die hem de zee in drijft. Nadat hij een grot is binnengegaan, begint de motor van de boot af te slaan en bevindt hij zich plotseling in een drukke Arena, waar hij wordt berecht door een nog in leven zijnde Mona en Dr. Cohen die optreden als aanklager op een podium. Op een jumbotron laten ze beelden zien van elk geval waarin Beau zijn moeder minachtte, inclusief het valselijk beschuldigen van Beau van het weigeren van Rogers aanbod om naar huis terug te keren op de dag dat het aanvankelijk werd aangeboden. Een goedkope advocaat pleit voor Beau, maar wordt al snel vermoord door een van Mona's handlangers. Beau probeert voor zichzelf te zorgen, maar ontdekt dat zijn voeten nu aan de boot vastgelijmd zijn. Hij probeert een beroep te doen op zijn moeder, maar als ze niet reageert, accepteert hij eindelijk zijn lot. De motor van de boot ontploft, waardoor de boot kapseist en Beau verdrinkt. De aftiteling rolt geruisloos als het publiek de arena verlaat met Dr. Cohen en Mona, die ongecontroleerd snikken.

## Rolverdeling
| Acteur                     | Personage         |
| -------------------------- | ----------------- |
| Joaquin Phoenix            | Beau Wassermann   |
| Patti LuPone               | Mona Wassermann   |
| Amy Ryan                   | Grace             |
| Nathan Lane                | Roger             |
| Kylie Rogers               | Toni              |
| Denis Ménochet             | Jeeves            |
| Parker Posey               | Elaine Bray       |
| Zoe Lister-Jones           | jonge Mona        |
| Armen Nahapetian           | Beau als tiener   |
| Julia Antonelli            | Elaine als tiener |
| Stephen McKinley Henderson | Therapist         |
| Richard Kind               | Dr. Cohen         |

## Productie
De film was al een tijdje in ontwikkeling door Ari Aster, met een korte film uit 2011 getiteld Beau, die later als basis zou dienen voor een reeks in de speelfilm, en een concept uit 2014 van het script dat op internet circuleerde. Aster heeft de film op veel manieren beschreven, waaronder in eerste instantie als een "nachtmerriekomedie", "een joodse Lord of the Rings, maar [Beau's] gaat gewoon naar het huis van zijn moeder", en als "als je een 10 -jarige vol met Zoloft, en [had] hem je boodschappen laten halen."
In februari 2021 kondigde A24 de film aan, toen getiteld Disappointment Blvd., met Joaquin Phoenix geselecteerd om de hoofdrol te spelen. De rest van de cast van de film werd in juni en juli aangekondigd. Co-ster Stephen McKinley Henderson beschreef Aster en Phoenix als "zo simpatico ... hun manier van samenwerken was alsof ze echt oude vrienden waren. Ze konden van streek raken en het in een paar seconden goedmaken, zo leek het. Maar het werk was er altijd des te beter door." Tijdens een Q&A-sessie op 1 april 2023 met actrice Emma Stone vertelde Aster over een incident waarbij, tijdens het filmen van een "zeer intense" scène met Phoenix's co-ster Patti LuPone, Phoenix plotseling instortte en het bewustzijn verloor als gevolg van de fysieke intensiteit van zijn stunts, waaronder het doorbreken van glas. Aanvankelijk geïrriteerd omdat "het echt een goede opname was", realiseerde Aster zich dat het serieus was, aangezien "[Phoenix] mensen hem liet aanraken en mensen voor hem zorgden en hij stond het toe".
De opnames begonnen op 28 juni 2021 en eindigde in oktober. De film is opgenomen in het centrum van Montréal en Saint-Bruno-de-Montarville, een buitenwijk van Montréal in Québec, buiten het eiland, met cameraman Pawel Pogorzelski en production designer Fiona Crombie . De animatie voor de film is gemaakt door Cristobal León & Joaquín Cociña, die persoonlijk door Aster zijn uitgekozen voor hun werk aan de stop-motionfilm The Wolf House uit 2018 . Met een budget van $ 35 miljoen is Beau Is Afraid de duurste film van A24. 

## Uitgave
Beau Is Afraid werd op 21 april 2023 in de bioscoop uitgebracht in de Verenigde Staten door A24, met vertraging ten opzichte van het oorspronkelijke schema voor 2022. De film ging in première met een Q&A geleid door Emma Stone in de Alamo Drafthouse Cinema in Brooklyn, New York als onderdeel van een April Fools 'Day-evenement, aangezien het aanwezige publiek oorspronkelijk gepland was om de director's cut van Aster's Midsommar (2019) te bekijken. Hij werd op 14 april uitgebracht in geselecteerde IMAX-theaters in Los Angeles en New York, voordat het landelijk werd uitgebracht op 21 april.

## Ontvangst

### Box office
In het openingsweekend bracht de film $ 320.396 (een gemiddelde van $ 80.099) op in vier bioscopen en eindigde als 14e aan de kassa. De film breidde zich uit tot 965 theaters in het tweede weekend, verdiende $ 2,7 miljoen en eindigde als negende. In zijn derde weekend verdiende de film $ 1,4 miljoen in 2.125 theaters en eindigde als 13e.

### Kritieken
Beau Is Afraid kreeg over het algemeen lovende kritieken, met lof voor de regie van Aster en de acteerprestaties van Phoenix. Op de website Rotten Tomatoes scoorde de film 70% op basis van 200 reviews met een gemiddelde score van 6.8/10. Consensus van de website luidt: " Beau Is Afraid is zo overvol dat de grens tussen zelfkastijding en genotzucht wordt gewist, maar de bravoure van Ari Aster en de pure toewijding van Joaquin Phoenix geven deze neurotische odyssee onmiskenbare kracht."

## Prijzen en nominaties
De belangrijkste:
| Jaar | Prijs         | Categorie                                     | Genomineerde(n) | Uitslag     |
| ---- | ------------- | --------------------------------------------- | --------------- | ----------- |
| 2024 | Golden Globes | Beste acteur in een film – musical of komedie | Joaquin Phoenix | Genomineerd |